# Xbox 360

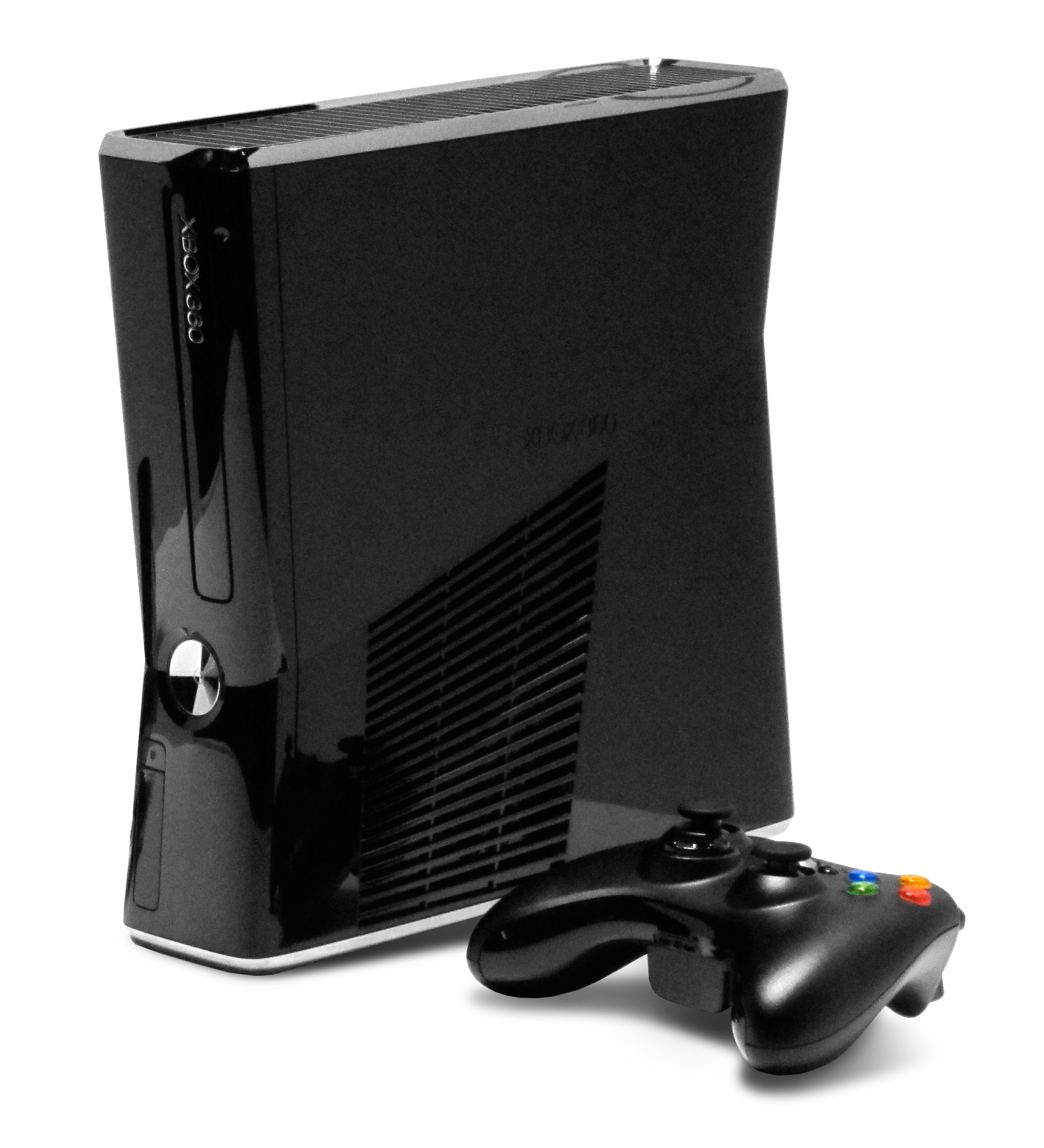
Consola Slim 250GB

Xbox 360 este o consolă de jocuri, a doua produsă de corporația Microsoft, lansată pe 22 noiembrie, 2005, în SUA.
Sistemul a fost lansat ulterior și în Europa, pe 2 decembrie, respectiv în Japonia, pe 10 decembrie.
A fost prima consolă din așa-numita "de generație următoare" lansată, fiind de altfel succesoarea consolei Xbox.
La sfârșitul anului 2006 însă, competitori , vizibil inferiori, precum PlayStation 3 și Nintendo Wii au sosit pe piață cu produse competitiv similare.
Până în ianuarie 2011, au fost vândute peste 50 de milioane de console Xbox. 360.
Funcțiile suplimentare ale consolei sunt la această oră: Ascultare muzica de pe suport media intern(HDD, opțional)/extern (memory stick USB) și streaming de pe un PC conectat direct, Vizualizare poze direct din camera conectată, suport media intern/extern sau PC și Vizualizare conținut de înaltă definiție, adică filme sau TV prin streaming de pe un calculator cu Media Center..În afară de acestea există și alte capabilități a consolei ca și:Xbox Live,Netflix și vizualizarea ESPN sau SkyGo, dar aceste funcții nu sunt valabile în România.
Microsoft a anunțat în 2010 la E3 a doua versiune a consolei.Ea este mai subtire, dispune de Wi-Fi, 5 porturi USB în locul celor 3 ale versiunilor ulterioare. După apariția Xbox 360-urilor Slim producția celor vechi este discontinuată. Prima consolă Slim a debutat cu un HDD de 250GB, iar după aceea a apărut un model mai ieftin, echipat cu un Hard Disk de 4GB.
Unul dintre motivele succesului inregistrat de Xbox 360 este comunitatea Xbox LIVE, de peste 30 de milioane de utilizatori, premiată de multe ori ca cel mai bun sistem de acest tip.

## Istoric
În timpul dezvoltării, consola a trecut prin multe modificări de nume:Xbox Next, Xenon, Xbox 2, Xbox FS sau NextBox. Numele știut din zilele noastre a fost conceput de Microsoft în 2003. În februarie 2003 inginerii au început programarea pentru sistemul Xenon. În august 2003 ATI a semnat contractul cu Microsoft, pentru conceperea placii grafice. Înaintea lansării consolei au debutat versiuni Alpha, pentru studiourile de jocuri.Consola a fost lansată în data de 2 decembrie 2005 în Europa. În primul an consola a debutat în 36 de țări, astfel a întrecut toate consolele în această categorie.

## Componente
- CPU 3.2 GHz, sistem PowerPC Tri-Core Xenon
- HDD: 4(intern), 20, 60, 120, 250, sau 320GB ori Memory Card de 64, 256 sau 512MB
- Placa video ATI/AMD Xenos, 512 MB
- 3 sau 5 porturi USB, depinzand de model
- IR Port
- Port AUX(numai pentru Slim)(editat.port pentru fibra audio)
- WiFi 802.11

## Configurații discontinuate

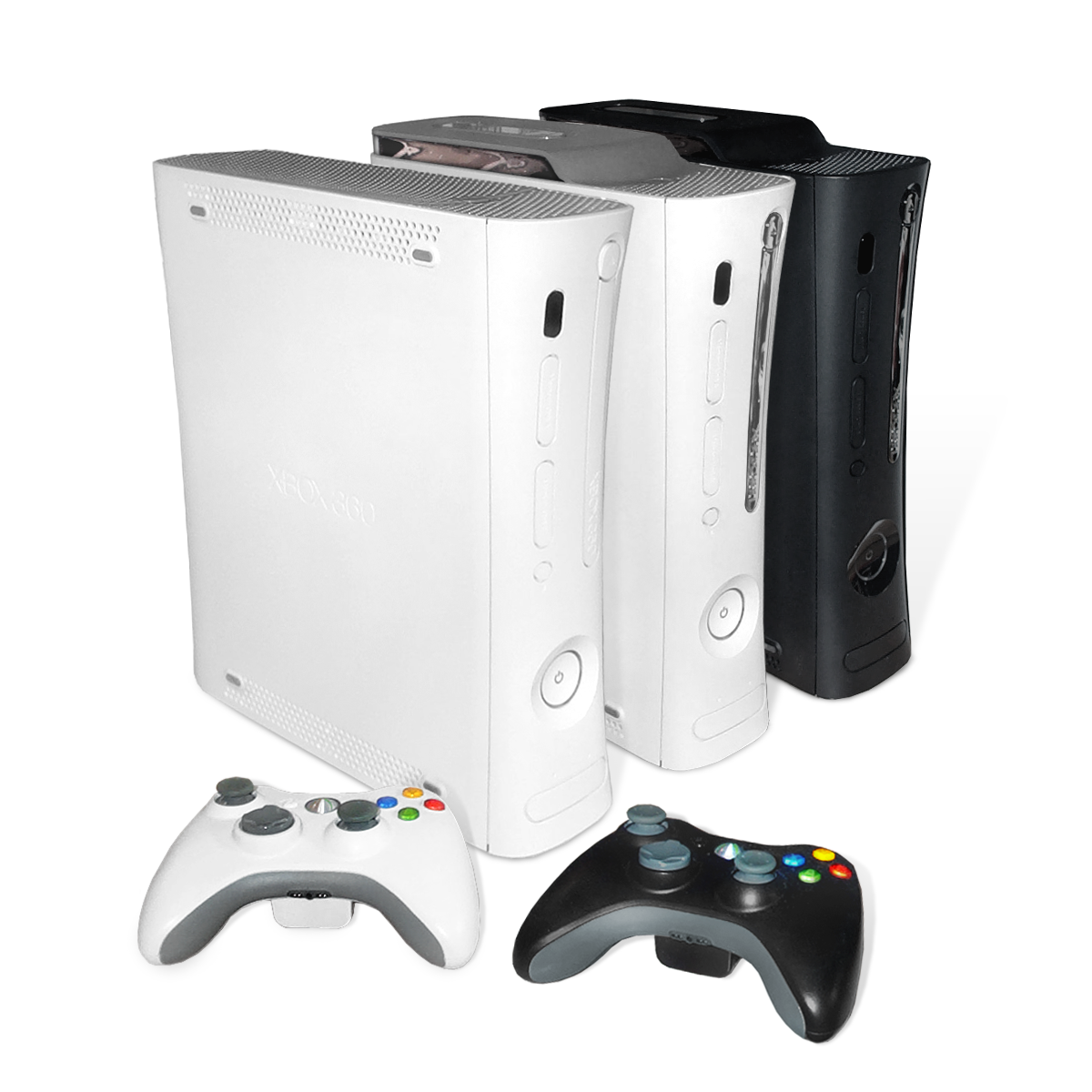
Trei modele de Xbox 360

În prima lună au apărut două modele a consolei, una cu un Hard Disk de 20GB(neoficial și cu numele de Xbox 360 Pro sau Premium 20GB), și una mai slabă la accesorii cu nume Core(ea a apărut fără HDD și cu manetă "Wired")Între timp a apărut consola Xbox360 Elite.În octombrie 2007 a apărut consola Xbox360 Arcade care a schimbat vechiul model Core, iar în 1 august 2008 a apărut un model numit Pro 60GB(echipat cu un HDD de 60GB).În 2009 pachetele Pro au fost discontinuuate, astfel scăzând prețul consolelor.În 2010 consolele Elite si Arcade rămase încă pe piață au fost schimbate de noile modele Slim.

## Configurații curente

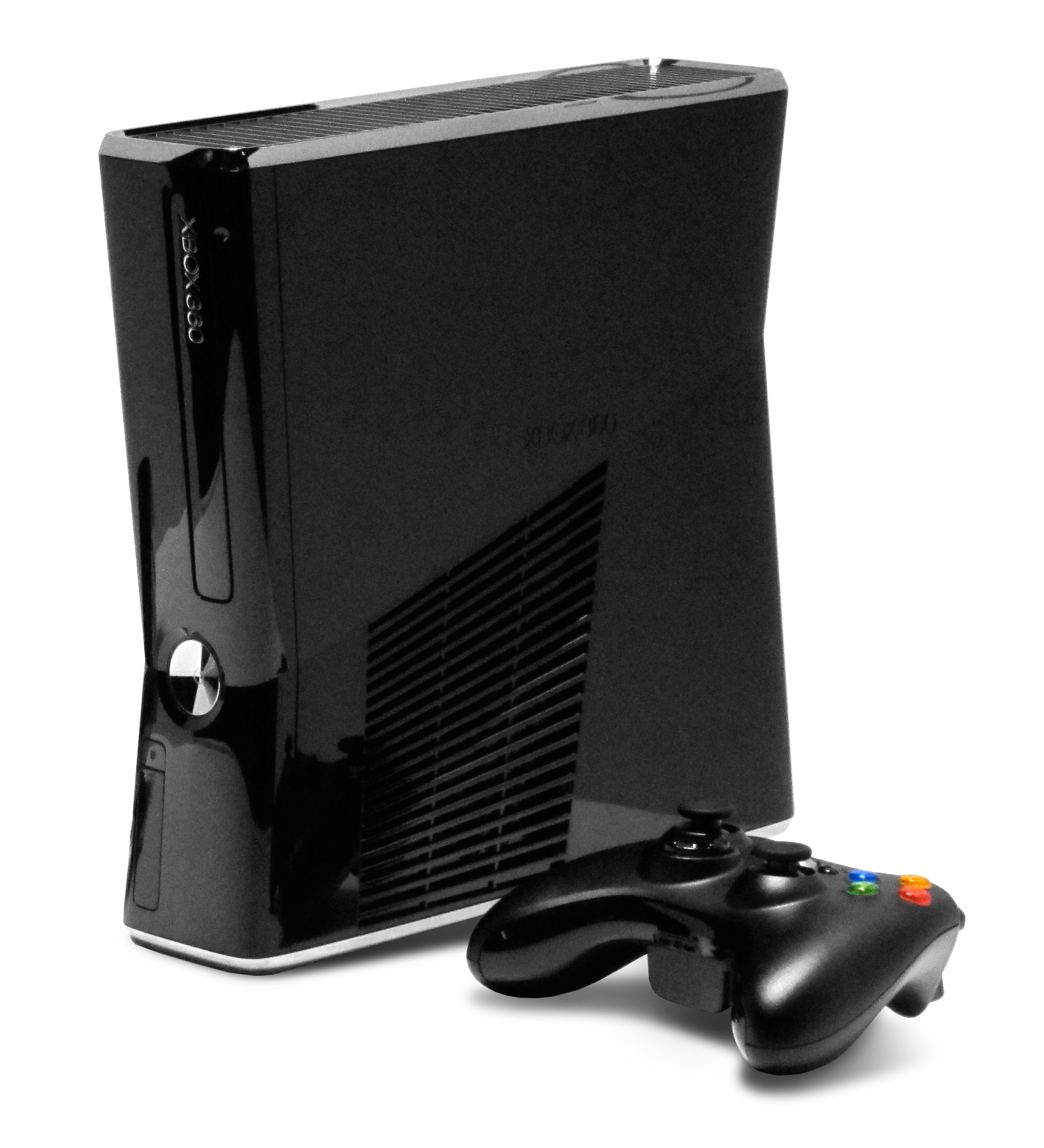
250 GB Xbox 360 S console

Noile console redesignate, numite Slim, au fost prezentate în Iunie 2010 la conferința E3.Noile console au apărut cu noua placa de bază numită „Vallhala”.Aceste plăci de bază au contribuit foarte mult la îmbunătățirea Xbox-ului față de versiunile anterioare, astfel făcând consola mai mică și mai puțin zgomotasă.Ele dețin 5 porturi USB, în locul celor 3 vechi, si un port special pentru Kinect.În comparație cu cele vechi, noile versiuni au Wi-Fi și în locul celor doua ventilatoare mici, deține unul mare.În noile versiuni HDD-urile sunt în mai mare siguranță, fiind puse sub un capac.Cele noi au apărut în două versiuni principale, unul cu HDD de 250GB, iar celălalt cu HDD intern de 4GB.

## Kinect
Kinect este un dispozitiv periferic, care le permite utilizatorilor să se folosească de consola Xbox 360 fără ajutorul unui controller fizic, ci doar folosind gesturi ale corpului și comenzi vocale.A fost anunțat la E3, în data de 01.Iunie.2009, ca Project Natal.Este valabil pentru toate versiunile Xbox360, cele noi având conector special, iar pentru cele vechi cu USB. Din octombrie 2011 se vinde si in magazinele din Romania.

## Jocuri
Xbox 360 a fost lansat împreună cu 13 jocuri, cel mai vândut în 2008 fiind Grand Theft Auto IV.Recordul vânzărilor deține jocul "Grand Theft Auto V" cu cel putin 14.5 milioane de jocuri vândute până acum.
Alte jocuri notabile sunt Ghost Recon Advanced Warfighter, The Elder Scrolls IV: Oblivion,  Dead or Alive 4, Saints Row, Gears of War , Perfect Dark Zero" , "Halo 3" , "Call of Duty 4" , Raw vs Smackdown 2010, Pro Evolution Soccer 2010, Need For Speed Shift, Half-life 2, Team Fortress, Portal, etc.
În 2007 Game Critics Award a nominalizat 37 de jocuri Xbox360, din care 11 au câștigat.